# Франціска Вебер
Франціска Вебер  (нім. Franziska Weber, 24 травня 1989) — німецька веслувальниця, олімпійська медалістка.

## Виступи на Олімпіадах
| Олімпіада   | Дисципліна                    | Місце |
| ----------- | ----------------------------- | ----- |
| Лондон 2012 | байдарка-четвірка, 500 метрів | 2     |
| Лондон 2012 | байдарка-двійка, 500 метрів   | 1     |
| Ріо 2016    | байдарка-двійка, 500 метрів   | 2     |

## Зовнішні посилання
- Досьє на sport.references.com